# Mohammed Bouyeri
Mohammed Bouyeri (født 8. marts 1978 i Amsterdam) er en hollandsk–marokkansk islamist og morder, der sidder fængslet for livstid for mordet på den hollandske filminstruktør Theo van Gogh. Mohammed Bouyeri har dobbelt statsborgerskab; hollandsk og marokkansk.
Mohammed Bouyeri brugte ofte aliasset "Abu Zubair" for sine skriverier og oversættelser.

## Livsforløb
Mohammed Bouyeri er andengenerationsindvandrer med marokkanske forældre. I 1995 færdiggjorde han grundskolen og fortsatte på gymnasiet "Nyenrode College INHOLLAND" i Diemen. Her skiftede han hovedfag flere gange og forlod efter fem år skolen uden afgangseksamen.
Fra en tidlig alder var han kendt af politiet som medlem af en marokkansk gruppe af vanskelige unge. En overgang arbejdede han som frivillig i Eigenwijks, en nabohjælpsorganisation i Slotervaart, en forstad til Amsterdam. I 2003 begyndte han efter moderens død og faderens nye ægteskab at drive over i radikale islamistiske miljøer. Terrorangrebet i New York 2001 og krigen i Irak radikaliserede ham. Han begyndte at leve efter strenge islamistiske forskrifter. Det medførte, at han ikke kunne udføre flere og flere af de opgaver, der lå i Eigenwijks. Fx nægtede han at servere alkoholiske drikkevarer og ønskede ikke at deltage i arrangementer for både kvinder og mænd. Til slut stoppede han sit arbejde i Eigenwijks. Han lod sit skæg vokse og bar traditionelle marokkanske kjortler og kom flittigt i El Tawheed moskeen, hvor han mødte andre radikale muslimer, hvoraf var den terrormistænkte Samir Azzouz. De dannede en terrorgruppe, som de kaldte for Hofstad gruppen. Han påstår at have dræbt Theo van Gogh for at opfylde sin pligt som muslim.

## Drab
Tidligt om morgenen den 2. november 2004 overfaldt Mohammed Bouyeri Theo van Gogh, der cyklede til arbejde. Mohammed Bouyeri skød ham otte gange med en HS 2000 pistol. Derefter skar han halsen over på van Gogh for til sidst uden held at forsøge på at halshugge ham. Efter van Goghs død dolkede Bouyeri ham flere gange og efterlod to knive stukket i van Gogh med et brev på fem sider. Brevet truede jøder, Ayaan Hirsi Ali, Folkepartiet for frihed og demokratis (VVD) og politikere i al almindelighed. Det indeholdt referencer til påstået jødisk indflydelse på politik. Brevet refererer til fundamentalistisk islamistisk ideologi fra den ekstremistiske, muslimske gruppe Takfir wal Hijra. Brevet var højst sandsynligt ikke skrevet af Mohammed Bouyeri selv, men af gruppens ideologiske bagmænd. Det var underskrevet Saifu Deen al-Muwahhied.

## Arrestation
Mohammed Bouyeris blev standset af politiet den 2. november 2004 kort efter mordet og tæt på gerningsstedet. Der fulgte en kort skududveksling med politiet, hvor han blev såret i benet og arresteret. Under afhøringerne brugte han sin ret til at forholde sig tavs. Den 11. november anklagede den offentlige anklager Leo de Wit ham på seks punkter: drab, drabsforsøg (på politibetjenten), uagtsomt drabsforsøg (på forbipasserende og politibetjente), overtrædelse af våbenlovgivningen, medlemskab af en terrororganisation samt forsøg på drab med terror som baggrund (Theo van Gogh, parlaments medlem Ayaan Hirsi Ali og andre).
Ved sin arrestation havde han et afskedsdigt med titlen In bloed gedoopt (Døbt i blod). Han havde vist tænkt sig at dø som martyr. Digtet indeholder følgende linjer:
| IN BLOED GEDOOPT Dit is dan mijn laatste woord… Door kogels doorboord… In bloed gedoopt… Zoals ik had gehoopt. Ik laat een boodschap achter… Voor jou…de vechter… De boom van Tawheed is afwachtend… Naar jouw bloed smachtend… Ga de koop aan… En Allah geeft je ruimbaan… Hij geeft je de Tuin… In plaats van het aardse puin. Tegen de vijand heb ik ook wat te zeggen… Je zal zeker het loodje leggen… Al ga je over de hele wereld op Tour… De dood is je op de Loer… Op de hielen gezeten door de Ridders van de DOOD… Die de straten kleuren met Rood. Tegen de hypocrieten zeg ik tenslotte dit: Wenst de DOOD of hou anders je mond en ...zit. Beste broeders en zusters ik nader mijn einde… Maar hiermee is het verhaal zeker niet ten einde. | DØBT I BLOD Dette er så mine sidste ord... Med kugler gennemhullet... Døbt i blod... Som jeg havde håbet. Jeg efterlader en besked... Til dig...der kæmper... Tawheeds træ venter... Længes efter dit blod...´ Accepter handlen... Og Allah åbner vejen... Han giver dig haven... I stedet for jordens skravl. Til fjenden har jeg også noget at sige... Du vil med sikkerhed dø... Hvorhen i verden du om må gå... Døden venter på dig... I dine hæle, DØDENS riddere... Der maler gaderne med rødt. Til de dobbeltmoralske har jeg en sidste ting at sige... Ønsk på DØD eller hold din mund og ... sid Kære brødre og søstre, jeg nærmer mig min ende... Men historien er ikke ovre. |

## Retssag
Mohammed Bouyeris retssag foregik den 11. og 12. juli 2005 i en beskyttet bygning i Amsterdam. Tre dage før, den 8. juli, havde Bouyeris sagt, at han ikke ville deltage i retssagen frivilligt, så dommeren fik ham dertil med magt. Bouyeri viste under retssagen ingen anger over drabet, som han erklærede sig skyldig i, ej heller var der nogen medfølelse med ofrets familie. Til Theo van Goghs moder udtalte han: "Jeg føler ikke din smerte. Jeg har ingen sympati med dig. Jeg kan ikke have medfølelse med dig, fordi jeg tror, du er en ikke-troende" og erklærede videre han ville gøre det igen hvis han fik chancen.
Den 26. juli 2005 blev Mohammed Bouyeri idømt livsvarigt fængsel, den hårdeste straf i det hollandske straffesystem.